# Софија Евдокија Ласкарис
Евдокија Ласкарис је била никејска принцеза – ћерка никејског цара Теодора I Ласкариса и византијске принцезе Ане Анђел.
Евдокија је била сестра угарске краљице Марије Ласкарис и царице Ирине Ласкарис од Никеје.
Године 1222. Евдокија је била верена за латинског цара Роберта Куртенеа. Брак је требало да учврсти недуго пре тога склопљен мир између два царства, али су планови њеног оца пропали због снажног противљења васељенског патријарха. Надаље, након смрти цара Теодора I Ласкариса у августу исте године, планирани брак између принцезе Евдокије и цара Роберта више није био на дневном реду, а због политике новог никејског цара Јована III Дуке Ватаца, који је напустио про- Латинску политика свог претходника и прогнао браћу покојног цара, такође присталице зближавања са Латинима. Потоњи су се склонили у Цариград, одакле су, уз латинску војну помоћ, безуспешно покушали да свргну са престола цара Јована III Дуку Ватаца, али је једини резултат био то што је Никеја изгубила контролу над скоро целом северозападном Малом Азијом. У мировним преговорима са Латинима цар Јован III Дука Ватац је поново понудио руку своје свастике латинском цару. Овога пута, међутим, одобрење није дошло од цара Роберта Куртенеа, а неки су као разлог навели његову снажну заљубљеност у даму у Цариграду, чији је отац убијен у Хадријанопољу.
Године 1226. принцеза Евдокија се верила за аустријског војводу Фридриха II Бабенберга – сина византијске принцезе Теодоре Анђел и војводе Леополда VI Бабенберга. Брак је договорен уз помоћ Евдокијине сестре – угарске краљице Марије Ласкарис, у чијем двору је принцеза Евдокија неко време боравила. Међутим, веридба између Евдокије и војводе Фридриха II прекинута је 1229. године.
Године 1230., уз помоћ своје сестре, никејске царице Ирине Ласкарис, супруге цара Јована III Дуке Ватаца, принцеза Евдокија Ласкарис се удала за Анса де Каја, који је постао намесник Латинског царства 1237. године. Никејска опсада Цурулума 1247. године, када је Ансо поверио управљање тврђавом Евдокији, рачунајући да се цар Јован III неће усудити да јуриша на град који је бранила његова свастика. Међутим, Никејци су заузели град и принцеза Евдокија, која је била заробљена, послата је назад у Цариград.
Принцеза Евдокија је умрла вероватно пре 1253. године, када датира дозвола за брак коју је папа Иноћентије IV издао Ансу (Анселму) де Кају и Марији Анђел.
Вероватно је да је принцеза Евдокија Ласкарис била мајка једне од Ансоових славних ћерки, која се такође звала Евдокија де Кајо.

## Породица
- Ансо де Кајо, син барона. Године 1273. био је у служби краља Карла I Анжујског, као намесник Албаније.
- Евдокија де Кајо (†1275), ћерка барона. Супруга Дреук де Беаумонта (†1276/77), Сержан од Саинт-Женевјв, маршал Сицилије.